# Les Conjurés
Pour l’opéra de Franz Schubert, voir Die Verschworenen.
Les Conjurés est une bande dessinée, genre historique, réalisée par Frank Giroud (scénario) et Paul Gillon (dessinateur), appartenant à la série Le Décalogue, et éditée en 2002 par Glénat.
C'est le septième tome de la série.

## Synopsis
En 1822 à Paris, Hortense Fleury se retrouve, par l'entremise d'Odilon Vitrac, dans la Charbonnerie.  Cette franc-maçonnerie qui veut renverser le pouvoir est pourchassée par la Sureté de l'État, dont l'inspecteur Bompaire.
Pour financer les activités de la société secrète, Hortense décide d'éditer un ouvrage exceptionnel en sa possession, ’´Nahik’´. Les premières impressions de l'œuvre font l'admiration, en particulier les aquarelles de Desnouettes.  Il sera publié, mais un incendie de l'imprimerie anéanti tout le reste.
À la fin de l'épisode, Benjamin Fleury, installé au Caire, raconte sa trahison à Ferdinand de Lesseps. Plus tard, il quitte le Caire pour retrouver l'itinéraire suivi par feu son oncle Eugène durant la campagne de Bonaparte en Égypte.

## Analyse de l'épisode

### Les dix commandements de la DernièreSourate
La série Le Décalogue est fondée sur une liste de dix commandements qui formeraient la dernière sourate de Mahomet. Ils furent inscrits sur l'omoplate d'un dromadaire. Cet épisode met en lumière un de ces commandements. : « Tu ne tromperas pas ceux qui t'aiment ». Il fait référence à la trahison d'Hortense Fleury et de son mari le général Fleury par le fils de ce dernier, Benjamin Fleury.

### Personnages fictifs
- Hortense Nadal, sœur cadette de Ninon Nadal, mariée à Alexandre Fleury, membre de la Charbonnerie.
- Alexandre Fleury, Général invalide de guerre, veuf de Ninon Nadal, remarié à Hortense Nadal.
- Benjamin Fleury, fils de Ninon Nadal.
- Odilon Vitrac, lieutenant au 28e Cavalerie, membre de la Charbonnerie, amant de Hortense Fleury.
- Docteur Dupuy:  Médecin de la famille Fleury
- Bompaire, inspecteur de la Sûreté
- Alban Jouvel, imprimeur éditeur, membre de la Charbonnerie
- Armand Bailleul, graveur, membre de la Charbonnerie.  c'est lui qui effectuera les reproductions des aquarelles par chromolithographie.  Il mettra en contact Hortense avec Jaques Charles Brunet.
- Maxime Cremieux, Superviseur à la Compagnie Royale d'Assurances, membre de la Charbonnerie. À la suite de l'incendie de l'imprimerie de Jouvel, Il falsifiera le contrat  d'assurances de Jouvel au profit de la Charbonnerie .
- Philibert Cottereau, membre de la Charbonnerie
- Jérôme Figueur, membre de la Charbonnerie
- Marcelin Caudal, membre de la Charbonnerie

## Synoptique de l'épisode
| Chapitre | Titre                                   | Résumé | pg |
| -------- | --------------------------------------- | --- | -- |
| 1        | Exécution des quatre sergents           | Hortense Fleury et son beau fils Benjamin vont rencontrer Le Lieutenant Vitrac lors d'une manifestation violente. C'est la première fois que l'on voit inspecteur Bompaire | 1  |
| 2        | Rencontre à l'Hôtel Fleury              | Le lieutenant Vitrac explique qui fait partie de la Charronnerie. Hortense mentionne sa volonté d'en faire partie. | 8  |
| 3        | Intronisation à la Charbonnerie         | Vitrac amène Hortense Fleury à une réunion secrète. Elle fera connaissance des différents membres de sa loge. | 10 |
| 4        | La soirée à l'opéra                     | C'est un moment clé du livre. Le jeune Benjamin Fleury ressent de la jalousie envers Odilon Vitrac. Durant la soirée, il fait connaissance de l'inspecteur de la Sûreté Bompaire. Hortense mentionne qu'elle donnera le manuscrit du Nahik pour financer les projets de la Charbonnerie                                                | 16 |
| 5        | Présentation du Nahik à la Charbonnerie | Hortense donne les manuscrits du Nahik à la Charbonnerie. Le Nahik est encensé par la Charbonnerie, voyant en lui une œuvre qui sera vendue à de nombreux exemplaires. | 22 |
| 6        | L'incendie de l'imprimerie              | À la suite d'une émeute, l'imprimerie d'Alban Jouvel est incendiée. Toutes les copies du Nahik partent en fumée. L'œuvre ne sera jamais connue du grand public. Ce soit là, le jeune Benjamin arrive en retard à la maison. Sera-t-il passé chez Bonpaire pour le tenir au courant des agissements de la Charronnerie ?                | 29 |
| 7        | Le piège                                | L'inspecteur Bompaire, au courant des prochains agissements de la Charbonnerie, prépare un piège. Sauvée de justesse à l'arrestation, Hortense revient chez elle. Se sentant trahi, le Général Fleury envoie sa femme et son enfant en sécurité en province. Mais Hortense, par amour, décide de rester à Paris pour sauver son amant. | 32 |
| 8        | L'évasion                               | Hortense Fleury organise l'évasion de son amant. Cela se passe mal. L'inspecteur Bompaire au courant, leur tend un piège. Hortense et son amant meurent sous les balles de la police. | 42 |
| 9        | Épilogue                                | Au Caire en 1869, année de l'inauguration du Canal de Suez, Benjamin avoue sa culpabilité à son ami et associé, Ferdinand de Lesseps. Benjamin décide de retourner sur les traces de feu son oncle, Eugène, pour en savoir plus sur le Nahik.                                                                                          | 50 |

### Moment(s) clé
Soirée à l'Opéra:  Le jeune Benjamin Fleury ressent de la jalousie envers Odilon Vitrac. Durant la soirée, il fait connaissance de l'inspecteur de la Sûreté  Bompaire.  Par la suite, pour éliminer Vitrac, il trahira sa mère en révélant les activités de la Charbonnerie à Bompaire (pg 28).

### Intrigue amoureuse
L'épisode, sans la mentionner implicitement, décrit une relation platonique entre Hortense Fleury et Odilon Vitrac. La jeune Hortense, qui s'est mariée par devoir après la mort de sa sœur, explique son engagement (p. 21). Cela ne l'empêche pas d'avoir des fantasmes érotiques impliquant Odilon (p. 23). Elle avoue même qu'elle se consume pour lui (p. 27). Cet amour est soutenu par la narration du texte (p. 3-10-16-27-42). À la fin de l'épisode, avant de mourir sous les balles de la police, Hortense avoue à Odilon son amour (p. 49). Ils échangent leur premier et unique baiser.
Odilon, quant à lui, reste discret dans sa démarche amoureuse.
Le général Fleury se doute de la situation, mais ne dit rien (p. 36). Par contre, le jeune Benjamin vit une crise de jalousie dont les conséquences sont tragiques pour sa deuxième mère (p. 51).

### Mise en échec
La mise en échec dans cet épisode survient avec l'incendie de l'imprimerie qui contient l'ensemble des reproductions du Nahik qui devait révéler l'œuvre au grand jour.
Seul survivent le premier exemplaire et le manuscrit de l'œuvre (pg 27).

### Lien avec les autres épisodes
L'épisode suit la saga de la famille Fleury-Nadal sur la trame du Nahik.

### Interprétation du titre de l'épisode
Les Conjurés désignent les Bons Cousins et Bonne Cousines de la Charbonnerie qui fomentent un complot visant à renverser le pouvoir établi.

### Image de la page couverture
L'image symbolise l'obsession de l'inspecteur Bompaire dans sa quête contre la Charbonnerie (La canne, le chapeau, les menottes) et la trahison du jeune Benjamin Fleury (la carte pointée du cercle  par un crayon rouge).

## Autour de l'épisode

### Contexte historique
L'action de l'épisode se passe à Paris de 1822 à 1823 durant la fin de la 2ème Restauration, période qui suit les Cent-Jours de l'empereur Napoléon Ier avec sa chute à la bataille de Waterloo en 1815.
Le roi Louis XVIII est au pouvoir. Les bonapartistes essayent de le lui reprendre.
Le livre commence sur l'exécution des quatre sergents de La Rochelle sur la place de place de Grève, le 21 septembre 1822.  Il met en scène la lutte  entre les Libéraux par le biais de la Charbonnerie (francs maçonnerie) et les Royalistes par le biais de Louis XVIII.  Cette lutte est aussi présente dans  la campagne d'Espagne que Louis XVIII va effectuer en 1823.

### Personnages historiques
- Louis XVIII.  Roi de France.  Il était surnommé le "Gros Louis" vu sa condition physique.  On y fait souvent référence dans l'épisode.
- Bourbons (pg 28): Un toast est porté part les Bonapartistes contre le Roi  XVIII.
- Joseph de Villèle (pg 9 et 39): Président du Conseil des ministres entre 1821 et 1828.  Il est un très farouche opposant à la Charbonnerie. Royaliste convaincu, il soutient le Roi  dans la campagne d'Espagne contre les Libéraux.
- François-René de Chateaubriand (pg 15): Écrivain et ministre des affaires étrangères sous Louis XVIII. Il est ultra royaliste. Il est considéré comme un des pères de Romantisme français. Durant le repas d'intronisation d'Hélène Fleury à la Charbonnerie, Vitrac y fait référence en mentionnant l'approche de la campagne d'Espagne.
- Khédive (pg 10): titre de sultan. Le jeune Benjamin Fleury explique qu'il sera plus tard un grand chevalier qui soutiendra le Khédive d'Égypte
- Jacques Charles Brunet, (pg 27):  Bibliographe.  C'est un ami d Alban Jouvel, imprimeur. Il mentionne que le roman Nahik sera une œuvre littéraire marquante.
- Étienne Nicolas Méhul (pg 19):  Compositeur de l'opéra Joseph en Égypte.  Il était assez proche de Napoléon Ier.  Le Lieutenant Vitrac dit que pour la Sureté, beaucoup de personnes qui viennent voir son œuvre sont des nostalgiques de l'Empire.
- Jean-François Champollion (pg 17):  Savant qui perce en 1822 le secret des hiéroglyphes.  Le Lieutenant Vitrac mentionne sa nouvelle découverte.
- Victor Hugo (pg 22), école des Romantiques français.  Alban Jouvel compare l'écrivain Alan D, père du Nahik à l'École du Romantisme.
- Charles Nodier (pg 22), école des Romantiques français . A. Jouvel compare l'écrivain Alan D, père du Nahik à l'École du Romantisme.
- Alfred de Vigny (pg 22), école des Romantiques français . A. Jouvel compare l'écrivain Alan D, père du Nahik à l'École du Romantisme.
- Alphonse de Lamartine (pg 22), école des Romantiques français. A. Jouvel compare l'écrivain Alan D, père du Nahik à l'École du Romantisme.
- Aloys Senefelder (pg 22): acteur, inventeur de la  Chromolithographie et imprimeur allemand.  Les aquarelles figurant dans le Nahik seront lithographiées.
- Ferdinand de Lesseps (pg 54), entrepreneur français qui pilota le creusement du canal de Suez.  Il est le confident de Benjamin Fleury.